# Habenaria tridactylites
Habenaria tridactylites es una especie de orquídea de hábito terrestre, originaria de Canarias.

## Descripción
Habenaria tridactylites es un endemismo canario. Se diferencia del resto de orquídeas canarias por sus flores, de color amarillo verdoso, en las cuales el labelo basal está profundamente dividido en tres lóbulos lineares. Las hojas no son moteadas. 

## Taxonomía
Habenaria tridactylites fue descrita por   John Lindley   y publicado en The Genera and Species of Orchidaceous Plants 318. 1835.
Etimología
Habenaria: nombre genérico que procede del latín habena, que significa "rienda", por el espolón floral, que se asemeja a este objeto.
tridactylites: epíteto que procede de las palabras griegas tri, que significa "tres" y daktylos, que significa "dedos", aludiendo a los tres lóbulos delgados del labelo inferior de las flores.
Sinonimia
- Orchis tridactylites (Lindl.) Webb & Berthel.	[3]

## Nombre común
Se conoce como "orquídea de tres dedos".